# Batec (grup musical)
Batec és un grup de punk rock format a finals de 2015 a cavall entre Rubí i Almacelles per mitjà de l'amistat de Nando (guitarra) i Manu (veu i guitarra). Des de llavors, Batec ha recorregut part de la geografia catalana trepitjant els escenaris de les principals sales i festivals com Razzmatazz, La Mirona, Cafè del Teatre de l'Escorxador, Estraperlo Club del Ritme, el Kalikenyo Rock o el Barna'n'Roll.

## Discografia
- Ara i sempre (2016)[5]
- Cicatrius de guerra (2018)[6]
- Rebels de cor (EP, 2021)[7]
- No és un simulacre (compartit amb Groggy Rude, 2023)[8]